# Trichiosoma latreillii
Trichiosoma latreillii är en stekelart som beskrevs av Leach 1817. Trichiosoma latreillii ingår i släktet Trichiosoma, och familjen klubbhornsteklar. Det är osäkert om arten förekommer i Sverige.